# La Revue du ski
La Revue du ski est un magazine de ski, créé en 1930 par Jacques Dieterlen, qui devient le journal officiel de la Fédération française de ski en 1931, jusqu'à sa disparition en septembre 1939.

## Historique
Après sa création en 1924 la Fédération française de ski lance en 1927 son premier journal officiel, intitulé Le Ski. Une vingtaine de numéros paraissent jusqu'en 1930.
En janvier 1930, le journaliste et écrivain Jacques Dieterlen crée à Strasbourg le mensuel La Revue du ski. L'année suivante en janvier 1931, ce magazine devient le nouveau bulletin officiel de la Fédération française de ski. Il disparaît après 97 publications, en septembre 1939 après l'évacuation des populations civiles de la ville. 
Le 20 décembre 1940 la fédération lance son propre journal officiel intitulé Ski français.

## Description
Au cours des 10 années de parution, le logo du journal a pris différentes formes :

1931
1934
1936
1937

Ce magazine est édité en noir et blanc. Chaque année la numérotation du périodique redémarre en janvier au numéro 1. 
Il traite du ski alpin, du ski nordique et du ski de randonnée en abordant l'aspect compétition et loisirs. Il décrit les stations de ski et leurs équipements, ainsi que les matériels et les techniques des différentes pratiques. Enfin il donne des comptes-rendus des compétitions nationales et internationales, sans oublier les informations fédérales.

## Concurrence
Son principal magazine concurrent était Ski Sports d'hiver.